# Anders Eggert
Anders Eggert, danski rokometaš, * 14. maj 1982, Aarhus.
Z dansko rokometno reprezentanco se je udeležil svetovnega prvenstva v rokometu leta 2011.